# ماسانوري موراكامي
ماسانوري موراكامي (باليابانية: 村上雅則؛ بالكانا: むらかみ まさのり) هو لاعب كرة قاعدة ياباني، ولد في 6 مايو 1944 في أوتسوكي في اليابان.

## وصلات خارجية
- ماسانوري موراكامي على موقع دوري كرة القاعدة الرئيسي (الإنجليزية)
- ماسانوري موراكامي على موقع الدوري الياباني لكرة القاعدة (الإنجليزية)
- ماسانوري موراكامي على موقعبيزبول رفرنس.كوم (الدوري الرئيسي) (الإنجليزية)
- ماسانوري موراكامي على موقعبيزبول رفرنس.كوم (الدوري الثانوي) (الإنجليزية)
- ماسانوري موراكامي على موقع إي إس بي إن.كوم (أم.أل.بي) (الإنجليزية)
- ماسانوري موراكامي على موقع مشجعي الرسوم البيانية (الإنجليزية)
- ماسانوري موراكامي على موقع الموسوعة البريطانية (الإنجليزية)